# 청색부후균

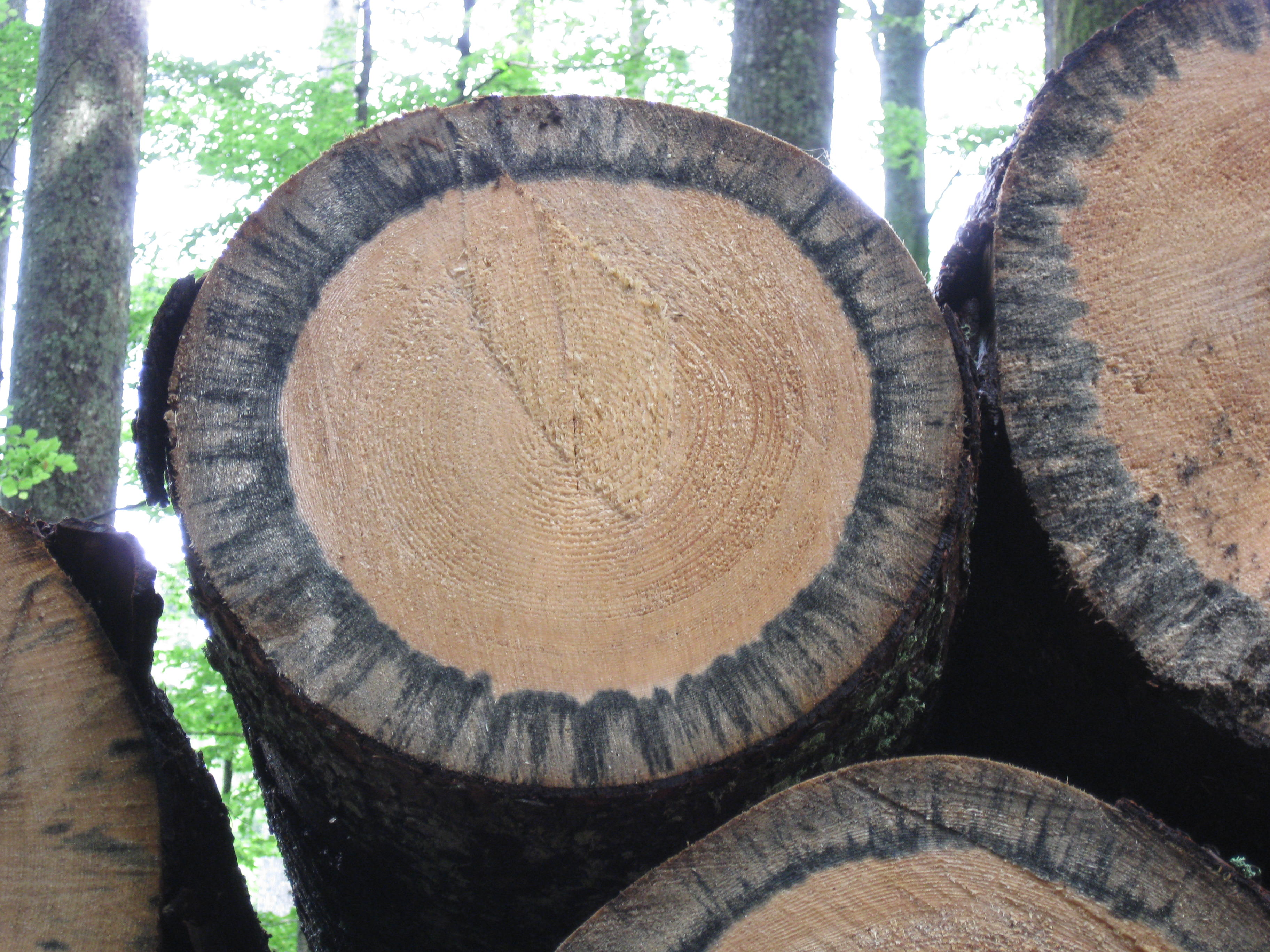
통나무에 피어있는 청색부후균(바바리아 국립공원)

청색부후균 (靑色腐朽菌, Blue stain fungi) 또는 청변균은 변재에 어두운 얼룩을 만들어내는 다양한 균류를 아울러 일컫는 모호한 용어이다. 얼룩진 부분은 대부분 파란색을 띠지만 회색이나 검정색을 띠기도 한다. 이 집단은 병징으로만 분류 기반을 두었기 때문에 단계통군은 아니다.

## 청색부후균으로 묶이는 종들
저자에 따라 청색부후균에 자낭균류 및 소위 불완전균류 중 100~250을 포함시킨다. 보통 세 가지의 다른 무리로 구분된다.
1. 자낭균류

케라토키스티스속(Ceratocystis), 오피오스토마속(Ophiostoma), 케라토키스티옵시스속(Ceratocystiopsis), 그로스마니아속(Grosmannia) - 보통 나무좀아과에 속하는 무리를 통해 나무 사이로 이들 부후균이 전파된다.
1. Hormonema dematioides, Aureobasidium pullulans, Rhinocladiella atrovirens, 및 피알로포라속 무리 등의 일부 흑효모.
2. 알테르나리아 알테르나타(Alternaria alternata), Cladosporium sphaerospermum 및 Cladosporium cladosporioides 등의 일부 검은곰팡이류.

## 청색부후균과 나무좀의 공생 관계의 중요성
나무좀과 청색부후균의 공생 관계는 수목병리학에서 잘 알려지고 연구된 현상이다. 폰데로사소나무좀  (Dendroctonus ponderosae) 등의 일부 나무좀들은 애벌레에서 성충까지 성장하면서 로지폴소나무 나무껍질 밑에 있는 체관층을 가해한다. 폰데로사소나무좀의 경우 청색부후균인 오피오스토마속의 2종(Ophiostoma clavigerum 및 Ophiostoma montium)의 포자를 나른다.  이 포자들은 나무좀의 외골격에 묻어 이 나무 저 나무로 옮겨지며 다른 소나무 종들의 방어기제를 극복하는 데 곤충의 도움을 받는다. 나무좀이 가해하며 나무껍질에 구멍을 뚫은 후에 포자가 떨어진다. 이 포자들은 즉시 증식을 시작해 나무 조직 내의 중요한 도관들을 막아버린다. 감염된 나무는 수지를 만들어내어 자가방어할 능력을 잃게 된다.

## 경제적 중요성

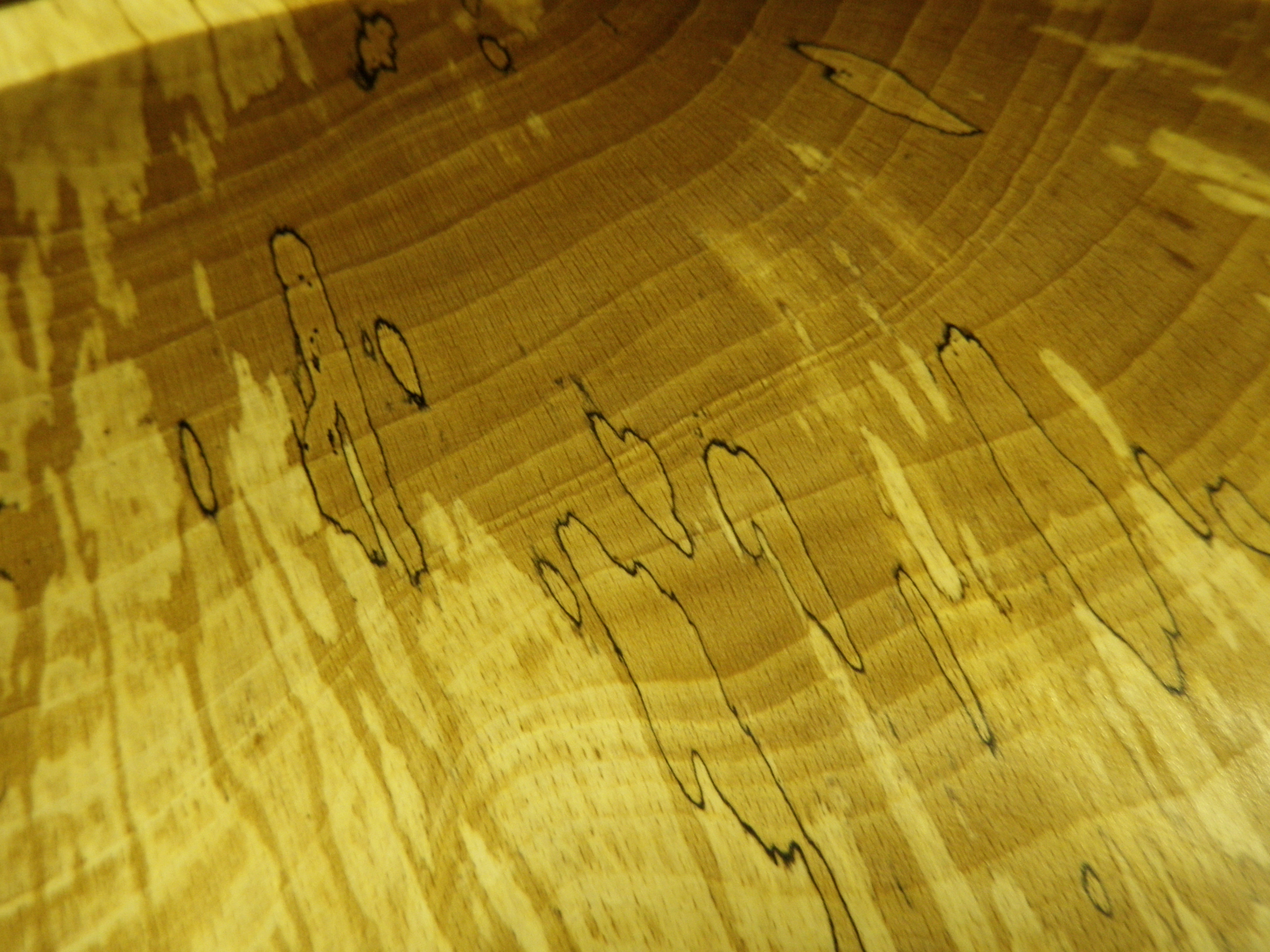
너도밤나무에 생긴 얼룩

청색부후균으로 인한 주요 경제적 피해는 대개 변재의 원치 않은 변색으로 인한 미적 피해이다. 하지만 목재의 강도에는 전혀 영향을 미치지 않는다. 어떤 경우에는 스팔팅이라고 불리는 섬세한 목공 작업 중인 목재에 얼룩이 생기는 것을 원하기도 한다.

### 무역 및 펄프 생산 문제
캐나다에서 오스트레일리아로 배송하는 데 사용되는 포장재에는 침입성 곰팡이 종이 유입될 수 있는 잠재적 위험 때문에 청색부후균 포자가 자랄 수 있다는 우려가 있다.
캐나다의 펄프 및 종이 연구기관에 따르면 청색부후균에 감염된 목재는 펄프 생산에 적합하지 않은 미립자의 비율이 높다고 한다.

## 같이 보기
- 청변